# Brest (obwód Plewen)
Brest (bułg. Брест) – wieś w Bułgarii, w obwodzie Plewen, w gminie Gulanci. Według danych szacunkowych Ujednoliconego Systemu Ewidencji Ludności oraz Usług Administracyjnych dla Ludności, 15 czerwca 2020 roku miejscowość liczyła 1 852 mieszkańców.

## Osoby związane z miejscowością

### Urodzeni
- Christo Ganow (1938) – bułgarski pisarz[2]